# World Table Tennis
Pour les articles homonymes, voir WTT.
World Table Tennis (WTT) est une filiale commerciale et évènementielle créée par la Fédération internationale de tennis de table (ITTF) en 2019 et qui organise des tournois professionnels de tennis de table. Son tournoi inaugural a eu lieu en novembre 2020 à Macao en Chine (tournoi connu sous le nom de WTT Macao). WTT se distingue de son prédécesseur  l'ITTF World Tour par plusieurs changements dans les règlements et des dotations financières plus importantes,,. Le président du conseil est Liu Guoliang, ancien champion olympique et anciennement sélectionneur en chef de l'équipe de Chine.

## Historique
La Fédération Internationale de Tennis de Table profitant de la reprise de ses droits commerciaux en interne en 2017 décide de travailler sur une nouvelle formule. Elle constate, que bien que très pratiqué dans le monde, le tennis de table ne reçoit que peu d'attention en dehors des championnats du monde et que l'écart de croissance commerciale devient de plus en plus grand avec les autres sports. Par conséquent, elle décide de créer la WTT afin de redynamiser le calendrier, attirer davantage de partenaires privés et d'accroitre le prize money des compétitions. Pour cela, elle fait appel à un cabinet de consulting international, Deloitte and Withers, pour l’accompagner dans sa démarche. Le Franco-Suisse Philippe Le Floc’h (ancien directeur commercial de l’UEFA et de la FIFA) pilote le projet.
Le tournoi inaugural a lieu à Macao en novembre 2020.
La mise en place ne se fait pas sans difficultés, à cause de la pandémie COVID 19 et du coût de l'organisation des tournois. La première année seuls sept tournois, des deux catégories les moins prestigieuses, ont pu se tenir, dont trois à Doha, au Qatar - la Chine, pillier du ping mondial n'a pu en accueillir à cause de la pandémie.  

## Description et structure
Le système de compétitions du WTT est inspiré du circuit international de tennis masculin avec un principe de points à défendre tout au long de l'année.
Les WTT series sont les tournois majeurs.
Ces tournois sont classés en cinq niveaux d'importance : Grand Smash, Finals, Champion, Star Contender et Contender.
Les WTT Feeder débutent en décembre 2021. 15 à 20 tournois sont disputés chaque année et se déroulent dans différents pays. Ils offrent à davantage de joueurs du monde entier l'opportunité de concourir, mais constitue également un « filet de sécurité » pour les joueurs en méforme, qui reviennent d'une pause dans leur carrière ou qui se remettent d'une blessure, en leur permettant de jouer et d'accumuler des points au classement mondial de tennis de table de l'ITTF pour leur permettre de revenir aux WTT Series. Sauf exception, seuls les joueurs au-delà du top 30 peuvent s'inscrire.

### WTT Series

#### Smash
Les tournois « Grand Smash » sont les piliers de ce sport et sont les évènements les plus importants du calendrier sportif du tennis de table, à l'image des tournois du Grand Chelem au tennis. Ces compétitions proposent des tableaux masculin et féminin en simple, et un système de qualification. Des tableaux de double, y compris double mixte, font aussi partie des Grand Smash,.
| Tournoi Simple | Vainqueur | Finaliste | Demi finale | Quart finale | Round of 16 | Round of 32 | Round of 64 |
| -------------- | --------- | --------- | ----------- | ------------ | ----------- | ----------- | ----------- |
| Points         | 2000      | 1400      | 700         | 350          | 175         | 90          | 20          |
| Prime          | 65 000 $  | 33 000 $  | 20 500 $    | 17 000 $     | 14 000 $    | 11 000 $    | 8 500 $     |
| Tournoi Double | Vainqueur | Finaliste | Demi finale | Quart finale | Round of 16 | Round of 32 |             |
| Points         | 2000      | 1400      | 700         | 350          | 175         | 10          |             |
| Prime          | 8 000 $   | 5 500 $   | 4 100 $     | 3 500 $      | 2000 $      | 1 000 $     |             |

#### Finals
Les finales WTT consistent en un tournoi masculin et un tournoi féminin. Elles cloturent la saison comme les grandes finales du Pro Tour le faisaient au temps du World tour. Les 16 meilleurs compétiteurs de l'année ainsi que les 8 meilleures paires de double se retrouvent pour un tournoi final. La qualification est déterminée par les résultats obtenus durant la saison régulière. Elles ont remplacé la Coupe du monde en 2021 et 2022, l'épreuve s'appelant alors WTT cup finals.
| Tournoi Simple | Vainqueur | Finaliste | Demi finale | Quart finale | Round of 16 |
| -------------- | --------- | --------- | ----------- | ------------ | ----------- |
| Points         | 1500      | 1050      | 525         | 265          | 100         |
| Prime          | 40 000 $  | 33 000 $  | 25 000 $    | 17 500 $     | 12 000 $    |
| Tournoi Double | Vainqueur | Finaliste | Demi finale | Quart finale |             |
| Points         | 1500      | 1050      | 525         | 100          |             |
| Prime          | 8 000 $   | 6 000 $   | 4 000 $     | 3 000 $      |             |

#### WTT Champions
Les WTT Champions sont réservés aux 32 meilleurs joueurs, avec jusqu'à six évènements par an se déroulant sur une seule table afin d'assurer une meilleure visibilité pour les retransmissions télévisées. Il se déroule uniquement des épreuves de simple.
| Tournoi Simple | Vainqueur | Finaliste | Demi finale | Quart finale | Round of 16 | Round of 32 |
| -------------- | --------- | --------- | ----------- | ------------ | ----------- | ----------- |
| Points         | 1000      | 700       | 350         | 175          | 90          | 15          |
| Prime          | 30 000 $  | 20 000 $  | 15 000 $    | 9 250 $      | 6 500 $     | 4 200 $     |

#### WTT Star Contenders
Les WTT Star Contenders ont lieu cinq à six fois par année, rassemblant 48 joueurs masculins et féminins avec un système de qualification. Ils comprennent des épreuves de simple et de double.
| Tournoi Simple | Vainqueur | Finaliste | Demi finale | Quart finale | Round of 16 | Round of 32 | Round of 48 |
| -------------- | --------- | --------- | ----------- | ------------ | ----------- | ----------- | ----------- |
| Points         | 600       | 420       | 210         | 105          | 55          | 25          | 5           |
| Prime          | 10 000 $  | 7 500 $   | 4 000 $     | 2 500 $      | 1 500 $     | 1 250 $     | 900 $       |
| Tournoi Double | Vainqueur | Finaliste | Demi finale | Quart finale | Round of 16 |             |             |
| Points         | 600       | 420       | 210         | 105          | 5           |             |             |
| Prime          | 3 500 $   | 2 500 $   | 1 500 $     | 800 $        | 400 $       |             |             |

#### WTT Contenders
Les WTT Contenders sont les tournois de premier niveau, et comprennent jusqu'à 14 tournois par année. Ont lieu les épreuves de simple et de double.
| Tournoi Simple | Vainqueur | Finaliste | Demi finale | Quart finale | Round of 16 | Round of 32 |
| -------------- | --------- | --------- | ----------- | ------------ | ----------- | ----------- |
| Points         | 400       | 280       | 140         | 70           | 35          | 4           |
| Prime          | 5 000 $   | 2 500 $   | 1 500 $     | 1 050 $      | 775 $       | 525 $       |
| Tournoi Double | Vainqueur | Finaliste | Demi finale | Quart finale | Round of 16 |             |
| Points         | 400       | 280       | 140         | 70           | 4           |             |
| Prime          | 1 000 $   | 750 $     | 450 $       | 325 $        | 225 $       |             |

## Critiques
Des critiques mettent en avant le fait que les primes attribuées aux joueurs seraient trop faibles et qu’elles ne permettraient donc pas, la plupart du temps, de rembourser les frais engagés par les participants pour prendre part aux compétitions (Feeder, Contender),. Par ailleurs, certains joueurs critiquent l'obligation imposée par la WTT à participer aux tournois (Champions, Smash et Finals) sous peine de sanction (monétaire et de classement), ce qui a conduit au retrait du circuit des champions olympiques  Fan Zhendong et Chen Meng en décembre 2024,,.
En réponse à ces critiques, la WTT organise un groupe de travail dédié pour répondre à ces préoccupations et pour revoir les réglementations existantes. Elle annonce, le 11 février 2025, des assouplissements sur l'obligation de participation des joueurs aux Champions et Smash, elle ouvre aussi la possibilité aux champions olympiques en titre de participer à ces tournois et enfin augmente le prize money à hauteur de 1 000 000  $ des différentes compétitions.

## Saisons précédentes
| Saison 2024 | Saison 2024                       | Saison 2024                     | Saison 2024   | Saison 2024         | Saison 2024                        | Saison 2024     | Saison 2024                        | Saison 2024                      | Saison 2024 |
| N°,         | Tournoi                           | Lieu                            | Dates         | Vainqueur messieurs | Vainqueur messieurs                | Vainqueur dames | Vainqueur dames                    | Vainqueurs Mixte                 | Prime       |
| N°,         | Tournoi                           | Lieu                            | Dates         | Simple              | Double                             | Simple          | Double                             | Vainqueurs Mixte                 | Prime       |
| ----------- | --------------------------------- | ------------------------------- | ------------- | ------------------- | ---------------------------------- | --------------- | ---------------------------------- | -------------------------------- | ----------- |
| 1           | WTT Star Contender Doha 2024 (de) | Qatar Doha                      | 8.1.–13.1.    | Wang Chuqin         | Yuan Licen Liang Jingkun           | Sun Yingsha     | Qian Tianyi Chen Xingtong          | Wang Chuqin Sun Yingsha          | 250 000 $   |
| 2           | WTT Contender Doha 2024 (de)      | Qatar Doha                      | 14.1.–20.1.   | Timo Boll           | Lee Sang-su Lim Jong-hoon          | Jeon Ji-hee     | Jeon Ji-hee Shin Yu-bin            | Wang Chuqin Sun Yingsha          | 80 000 $    |
| 3           | WTT Star Contender Goa 2024 (de)  | Mapusa                          | 23.1.–28.1.   | Félix Lebrun        | Lim Jong-hoon An Jae-hyun          | Cheng I-ching   | Jeon Ji-hee Shin Yu-bin            | Lim Jong-hoon Shin Yu-bin        | 250 000 $   |
| 4           | Singapore Smash 2024 (de)         | Singapour                       | 7.3.–17.3.    | Wang Chuqin         | Lin Gaoyuan Ma Long                | Wang Manyu      | Chen Meng Wang Manyu               | Wang Chuqin Sun Yingsha          | 1 500 000 $ |
| 5           | WTT Champions Incheon (de)        | Corée du Sud Incheon            | 27.3.–31.3.   | Liang Jingkun       |                                    | Sun Yingsha     |                                    |                                  | 300 000 $   |
| 6           | Saudi Smash (de)                  | Arabie saoudite                 | 1.5.–11.5.    | Wang Chuqin         | Wang Chuqin Ma Long                | Chen Meng       | Chen Meng Wang Manyu               | Wang Chuqin Sun Yingsha          | 2 000 000 $ |
| 7           | WTT Contender Taiyuan             | Chine Taiyuan                   | 20.5.–26.5.   | Liang Jingkun       | Ma Long Lin Gaoyuan                | Chen Xingtong   | Kuai Man Chen Yi                   | Lin Shidong Kuai Man             | 80 000 $    |
| 8           | WTT Contender Rio de Janeiro      | Brésil Rio de Janeiro           | 20.5.–26.5.   | Hugo Calderano      | An Jae-hyun Oh Jun-sung            | Miyu Nagasaki   | Honoka Hashimoto Hitomi Sato       | Lim Jong-hoon Shin Yu-bin        | 80 000 $    |
| 9           | WTT Contender Mendoza             | Argentine Mendoza               | 27.5.–2.6.    | Benedikt Duda       | Horacio Cifuentes Santiago Lorenzo | Sakura Mori     | Miyu Nagasaki Sakura Mori          | Yuta Tanaka Miyu Nagasaki        | 80 000 $    |
| 10          | WTT Champions Chongqing           | Chine Chongqing                 | 30.5.–3.6.    | Fan Zhendong        |                                    | Sun Yingsha     |                                    |                                  | 800 000 $   |
| 11          | WTT Contender Zagreb              | Croatie Zagreb                  | 3.6.–9.6.     | Alexis Lebrun       | Alexis Lebrun Simon Gauzy          | Hina Hayata     | Sakura Yokoi Satsuki Odo           | Tomokazu Harimoto Hina Hayata    | 80 000 $    |
| 12          | WTT Star Contender Ljubljana      | Slovénie Ljubljana              | 11.6.–16.6.   | Hugo Calderano      | Anton Källberg Kristian Karlsson   | Hina Hayata     | Miyuu Kihara Miyu Nagasaki         | Tomokazu Harimoto Hina Hayata    | 250 000 $   |
| 13          | WTT Contender Lagos               | Nigeria Lagos                   | 19.6.–23.6.   | Dimitrij Ovtcharov  | Harmeet Desai Manav Vikash Thakkar | Sreeja Akula    | Sreeja Akula Archana Girish Kamath | Lim Jong-hoon Shin Yu-bin        | 80 000 $    |
| 14          | WTT Contender Tunis               | Tunisie Tunis                   | 25.6.–30.6.   | Tomokazu Harimoto   | Tomokazu Harimoto Sora Matsushima  | Miwa Harimoto   | Sakura Yokoi Satsuki Odo           | Tomokazu Harimoto Hina Hayata    | 80 000 $    |
| 15          | WTT Star Contender Bangkok        | Thaïlande Bangkok               | 2.7.–7.7.     | Tomokazu Harimoto   | Tomokazu Harimoto Sora Matsushima  | Mima Ito        | Honoka Hashimoto Hitomi Sato       | Tomokazu Harimoto Hina Hayata    | 250 000 $   |
| 16          | WTT Contender Lima                | Pérou Lima                      | 21.8.–25.8.   | Darko Jorgić        | Florian Bourrassaud Esteban Dorr   | Satsuki Odo     | Sakura Yokoi Satsuki Odo           | Henrique Noguti Giulia Takahashi | 80 000 $    |
| 17          | WTT Contender Almaty              | Kazakhstan Almaty               | 3.9.–8.9.     | Lin Shidong         | Lin Shidong Xu Yingbin             | Shi Xunyao      | He Zhuojia Liu Weishan             | Lin Shidong Kuai Man             | 80 000 $    |
| 18          | WTT Champions Macao               | Macao                           | 9.9.–15.9.    | Lin Shidong         |                                    | Sun Yingsha     |                                    |                                  | 800 000 $   |
| 19          | China Smash                       | Chine Pékin                     | 26.9.–6.10.   | Lin Shidong         | Liang Jingkun Wang Chuqin          | Sun Yingsha     | Qian Tianyi Chen Xingtong          | Lin Shidong Kuai Man             | 2 000 000 $ |
| 20          | WTT Champions Montpellier (de)    | France Montpellier              | 22.10.–27.10. | Félix Lebrun        |                                    | Satsuki Ōdō     |                                    |                                  | 500 000 $   |
| 21          | WTT Contender Muscat              | Oman Mascate                    | 28.10.–2.11.  | Lin Shidong         | Xiang Peng Yuan Licen              | Kuai Man        | Yang Yiyun Zhu Sibing              | Lin Shidong Kuai Man             | 80 000 $    |
| 22          | WTT Champions Frankfurt (de)      | Allemagne Francfort-sur-le-Main | 3.11.–10.11.  | Lin Shidong         |                                    | Wang Manyu      |                                    |                                  | 500 000 $   |
| 23          | WTT Finals (de)                   | Japon Fukuoka                   | 20.11.–24.11. | Wang Chuqin         | Alexis Lebrun Félix Lebrun         | Wang Manyu      | Hitomi Satō Honoka Hashimoto       |                                  | 700 000 $   |

| Grand Smash         | Grand Smash      | Grand Smash     | Grand Smash                      | Grand Smash                    | Grand Smash                     | Grand Smash     |
| Année               | Simple messieurs | Simples dames   | Double messieurs                 | Double dames                   | Double mixte                    |                 |
| Singapore Smash     | Singapore Smash  | Singapore Smash | Singapore Smash                  | Singapore Smash                | Singapore Smash                 | Singapore Smash |
| ------------------- | ---------------- | --------------- | -------------------------------- | ------------------------------ | ------------------------------- | --------------- |
| 2022                | Fan Zhendong     | Chen Meng       | Fan Zhendong Wang Chuqin         | Wang Manyu Sun Yingsha         | Wang Chuqin Sun Yingsha         |                 |
| 2023                | Fan Zhendong (2) | Sun Yingsha     | Fan Zhendong (2) Wang Chuqin (2) | Wang Manyu (2) Sun Yingsha (2) | Wang Chuqin (2) Sun Yingsha (2) |                 |
| 2024                | Wang Chuqin      | Wang Manyu      | Ma Long Lin Gaoyuan              | Chen Meng Wang Manyu (3)       | Wang Chuqin (3) Sun Yingsha (3) |                 |
| 2025                | Lin Shidong      | Sun Yingsha (2) | Wang Chuqin (3) Lin Shidong      | Wang Manyu (4) Kuai Man        | Lin Shidong Kuai Man            |                 |
| Saudi Smash         |                  |                 |                                  |                                |                                 |                 |
| 2024                | Wang Chuqin (2)  | Chen Meng (2)   | Ma Long (2) Wang Chuqin (4)      | Chen Meng (2) Wang Manyu (5)   | Wang Chuqin (4) Sun Yingsha (4) |                 |
| China Smash         |                  |                 |                                  |                                |                                 |                 |
| 2024                | Lin Shidong (2)  | Sun Yingsha (3) | Liang Jingkun Wang Chuqin (5)    | Chen Xingtong Qian Tianyi      | Lin Shidong (2) Kuai Man (2)    |                 |
| United States Smash |                  |                 |                                  |                                |                                 |                 |
| 2025                | Wang Chuqin (3)  | Zhu Yuling      | Lim Jong-hoon An Jae-hyun        | Wang Yidi Kuai Man (2)         | Lin Shidong (3) Kuai Man (3)    |                 |

| WTT Finals | WTT Finals    | WTT Finals      | WTT Finals      | WTT Finals                 | WTT Finals                   | WTT Finals |
| Année      | Lieu          | Simple Homme    | Simple Femme    | Double Hommes              | Double Femmes                |            |
| ---------- | ------------- | --------------- | --------------- | -------------------------- | ---------------------------- | ---------- |
| 2021       | Singapour     | Fan Zhendong    | Sun Yingsha     |                            |                              |            |
| 2022       | Xinxiang      | Wang Chuqin     | Sun Yingsha (2) |                            |                              |            |
| 2023       | Doha / Nagoya | Wang Chuqin (2) | Sun Yingsha (3) | Yuan Licen Xiang Peng      | Sun Yingsha Wang Manyu       |            |
| 2024       | Fukuoka       | Wang Chuqin (3) | Wang Manyu      | Félix Lebrun Alexis Lebrun | Hitomi Sato Honoka Hashimoto |            |

| WTT Champions Budapest    | Tomokazu Harimoto | Wang Manyu      |
| WTT Champions Macao       | Wang Chuqin       | Sun Yingsha     |
| 2023                      |                   |                 |
| WTT Champions Xinxiang    | Fan Zhendong      | Sun Yingsha (2) |
| WTT Champions Macao       | Wang Chuqin (2)   | Wang Manyu (2)  |
| WTT Champions Francfort   | Lin Yun-ju        | Wang Yidi       |
| 2024                      |                   |                 |
| WTT Champions Incheon     | Liang Jingkun     | Sun Yingsha (3) |
| WTT Champions Chongqing   | Fan Zhendong (2)  | Sun Yingsha (4) |
| WTT Champions Macao       | Lin Shidong       | Sun Yingsha (5) |
| WTT Champions Montpellier | Félix Lebrun      | Satsuki Odo     |
| WTT Champions Francfort   | Lin Shidong (2)   | Wang Manyu (3)  |
| 2025                      |                   |                 |
| WTT Champions Chongqing   | Wang Chuqin (3)   | Sun Yingsha (6) |
| WTT Champions Incheon     | Xiang Peng        | Wang Yidi (2)   |
| WTT Champions Yokohama    | Tomokazu Harimoto | Chen Xingtong   |
| WTT Champions Macao       |                   |                 |
| WTT Champions Montpellier |                   |                 |
| WTT Champions Francfort   |                   |                 |

| WTT Star Contender           | WTT Star Contender | WTT Star Contender | WTT Star Contender                | WTT Star Contender           | WTT Star Contender             |
| Tournoi                      | Simple Homme       | Simple Femme       | Double Hommes                     | Double Femmes                | Double Mixte                   |
| 2021                         | 2021               | 2021               | 2021                              | 2021                         | 2021                           |
| ---------------------------- | ------------------ | ------------------ | --------------------------------- | ---------------------------- | ------------------------------ |
| WTT Star Contender Doha I    | Tomokazu Harimoto  | Mima Ito           | Lee Sang-su Jeoung Young-sik      | Shin Yu-bin Jeon Ji-hee      | Cheng I-ching Lin Yun-ju       |
| WTT Star Contender Doha II   | Hugo Calderano     | Hina Hayata        | An Jae-hyun Cho Seung-min         | Miyu Nagasaki Minami Ando    | Shunsuke Togami Hina Hayata    |
| 2022                         |                    |                    |                                   |                              |                                |
| WTT Star Contender Doha      | Andrej Gaćina      | Miyuu Kihara       | Benedikt Duda Dang Qiu            | Miyuu Kihara Miyu Nagasaki   | Emmanuel Lebesson Jia Nan Yuan |
| WTT Star Contender Budapest  | Wang Chuqin        | Wang Yidi          | Cho Dae-seong Lee Sang-su         | Sun Yingsha Wang Manyu       | Wang Chuqin Wang Manyu         |
| 2023                         |                    |                    |                                   |                              |                                |
| WTT Star Contender Goa       | Liang Jingkun      | Wang Yidi          | An Jae-hyun Cho Seung-min         | Miyu Nagasaki Miwa Harimoto  | Jang Woo-jin Jeon Ji-hee       |
| WTT Star Contender Bangkok   | Lin Gaoyuan        | Chen Xingtong      | Lin Gaoyuan Lin Shidong           | Chen Xingtong Kuai Man       | Lin Gaoyuan Chen Xingtong      |
| WTT Star Contender Ljubljana | Fan Zhendong       | Sun Yingsha        | Lin Shidong Xiang Peng            | Wang Yidi Kuai Man           | Wang Chuqin Sun Yingsha        |
| WTT Star Contender Lanzhou   | Wang Chuqin        | Sun Yingsha        | Alexis Lebrun Félix Lebrun        | Chen Meng Wang Manyu         | Lin Shidong Kuai Man           |
| 2024                         |                    |                    |                                   |                              |                                |
| WTT Star Contender Doha      | Wang Chuqin        | Sun Yingsha        | Liang Jingkun Yuan Licen          | Qian Tianyi Chen Xingtong    | Wang Chuqin Sun Yingsha        |
| WTT Star Contender Goa       | Félix Lebrun       | Cheng I-ching      | An Jae-hyun Lim Jong-hoon         | Shin Yu-bin Jeon Ji-hee      | Lim Jong-hoon Shin Yu-bin      |
| WTT Star Contender Ljubljana | Hugo Calderano     | Hina Hayata        | Anton Källberg Kristian Karlsson  | Miyuu Kihara Miyu Nagasaki   | Tomokazu Harimoto Hina Hayata  |
| WTT Star Contender Bangkok   | Tomokazu Harimoto  | Mima Ito           | Tomokazu Harimoto Sora Matsushima | Honoka Hashimoto Hitomi Sato | Tomokazu Harimoto Hina Hayata  |
| 2025                         |                    |                    |                                   |                              |                                |
| WTT Star Contender Doha      |                    |                    |                                   |                              |                                |
| WTT Star Contender Ljubljana |                    |                    |                                   |                              |                                |
| WTT Star Contender Sao Paulo |                    |                    |                                   |                              |                                |
| WTT Star Contender Londres   |                    |                    |                                   |                              |                                |

| WTT Contender                | WTT Contender      | WTT Contender  | WTT Contender                        | WTT Contender                        | WTT Contender                    | WTT Contender |
| Tournoi                      | Simple Homme       | Simple Femme   | Double Hommes                        | Double Femmes                        | Double Mixte                     |               |
| 2021                         | 2021               | 2021           | 2021                                 | 2021                                 | 2021                             |               |
| ---------------------------- | ------------------ | -------------- | ------------------------------------ | ------------------------------------ | -------------------------------- | ------------- |
| WTT Contender Doha           | Dimitrij Ovtcharov | Mima Ito       | Lee Sang-su Cho Dae-seong            | Miu Hirano Kasumi Ishikawa           | Lin Yun-ju Cheng I-ching         |               |
| WTT Contender Tunis          | Anton Källberg     | Hana Matelova  | Sathiyan Gnanasekaran Harmeet Desai  | Linda Bergström Christina Källberg   | Jia Nan Yuan Emmanuel Lebesson   |               |
| WTT Contender Laško I        | Liang Jingkun      | Wang Yidi      | Zhou Qihao Lin Gaoyuan               | Manika Batra Archana Girish Kamath   | Wang Chuqin Wang Yidi            |               |
| WTT Contender Laško II       | Liang Jingkun      | Liu Weishan    | Zhou Qihao Lin Gaoyuan               | Wang Yidi Liu Weishan                | Wang Chuqin Wang Yidi            |               |
| 2022                         |                    |                |                                      |                                      |                                  |               |
| WTT Contender Mascate I      | Liang Jingkun      | Kuai Man       | Lin Shidong Xiang Peng               | Zhang Rui Kuai Man                   | Wang Chuqin Chen Xingtong        |               |
| WTT Contender Doha           | Yuan Licen         | Fan Siqi       | Kristian Karlsson Mattias Falck      | Miyuu Kihara Miyu Nagasaki           | Lin Yun-ju Cheng I-ching         |               |
| WTT Contender Lima           | Dang Qiu           | Nina Mittelham | Anton Källberg Kristian Karlsson     | Sakura Mori Asuka Sasao              | Dang Qiu Nina Mittelham          |               |
| WTT Contender Tunis          | Hugo Calderano     | Zhang Rui      | Yuto Kizukuri Tomokazu Harimoto      | Zhang Rui Kuai Man                   | Tomokazu Harimoto Miwa Harimoto  |               |
| WTT Contender Mascate II     | Jang Woo-jin       | Chen Xingtong  | Niu Guankai Sai Linwei               | Chen Xingtong Qian Tianyi            | Liu Yebo Chen Xingtong           |               |
| WTT Contender Almaty         | Ruwen Filus        | Hina Hayata    | Lin Yun-ju Liao Cheng-ting           | Hina Hayata Miu Hirano               | Lin Yun-ju Chen Szu-yu           |               |
| WTT Contender Nova Gorica    | Hiroto Shinozuka   | Shin Yu-bin    | Hiroto Shinozuka Shunsuke Togami     | Doo Hoi Kem Zhu Chengzhu             | Lim Jong-hoon Shin Yu-bin        |               |
| 2023                         |                    |                |                                      |                                      |                                  |               |
| WTT Contender Durban         | Hugo Calderano     | Qian Tianyi    | Chen Yuanyu Lin Shidong              | Zhang Rui Kuai Man                   | Lin Shidong Kuai Man             |               |
| WTT Contender Doha           | Hugo Calderano     | Fan Siqi       | Yu Ziyang Zhou Kai                   | Zhang Rui Kuai Man                   | Lin Shidong Kuai Man             |               |
| WTT Contender Amman          | Lin Shidong        | Mima Ito       | Liu Yebo Xu Yingbin                  | Cheng I-ching Li Yu-jhun             | Lin Shidong Kuai Man             |               |
| WTT Contender Lagos          | Zhou Qihao         | Shin Yu-bin    | Lim Jong-hoon Jang Woo-jin           | Shin Yu-bin Jeon Ji-hee              | Xiang Peng Liu Weishan           |               |
| WTT Contender Tunis          | Anton Källberg     | Miwa Harimoto  | Jang Woo-jin Park Gang-hyeon         | Sutirtha Mukherjee Ayhika Mukherjee  | Lin Yun-ju Chen Szu-yu           |               |
| WTT Contender Zagreb         | Lin Gaoyuan        | Miu Hirano     | Lin Shidong Yuan Licen               | Shin Yu-bin Jeon Ji-hee              | Wang Chuqin Sun Yingsha          |               |
| WTT Contender Lima           | Marcos Freitas     | Shin Yu-bin    | Mizuki Oikawa Sora Matsushima        | Shin Yu-bin Jeon Ji-hee              | Álvaro Robles Maria Xiao         |               |
| WTT Contender Rio de Janeiro | Mattias Falck      | Hina Hayata    | Lim Jong-hoon An Jae-hyun            | Shin Yu-bin Jeon Ji-hee              | Lim Jong-hoon Shin Yu-bin        |               |
| WTT Contender Almaty         | Lin Yun-ju         | Kuai Man       | Lin Shidong Xu Yingbin               | Chen Yi Kuai Man                     | Cho Dae-seong Joo Cheon-hui      |               |
| WTT Contender Mascate        | Hugo Calderano     | Hina Hayata    | Patrick Franziska Dimitrij Ovtcharov | Ng Wing Lam Zhu Chengzhu             | Lin Yun-ju Chen Szu-yu           |               |
| WTT Contender Antalya        | Félix Lebrun       | Hina Hayata    | Lim Jong-hoon An Jae-hyun            | Orawan Paranang Suthasini Sawettabut | Tomokazu Harimoto Hina Hayata    |               |
| WTT Contender Taiyuan        | Liang Jingkun      | Wang Manyu     | Lin Shidong Lin Gaoyuan              | Chen Xingtong Qian Tianyi            | Lin Shidong Kuai Man             |               |
| 2024                         |                    |                |                                      |                                      |                                  |               |
| WTT Contender Doha           | Timo Boll          | Jeon Ji-hee    | Lim Jong-hoon Lee Sang-su            | Shin Yu-bin Jeon Ji-hee              | Wang Chuqin Sun Yingsha          |               |
| WTT Contender Taiyuan        | Liang Jingkun      | Chen Xingtong  | Ma Long Lin Gaoyuan                  | Kuai Man Chen Yi                     | Lin Shidong Kuai Man             |               |
| WTT Contender Rio de Janeiro | Hugo Calderano     | Miyu Nagasaki  | Oh Jun-sung An Jae-hyun              | Honoka Hashimoto Hitomi Sato         | Lim Jong-hoon Shin Yu-bin        |               |
| WTT Contender Mendoza        | Benedikt Duda      | Sakura Mori    | Horacio Cifuentes Santiago Lorenzo   | Miyu Nagasaki Sakura Mori            | Yuta Tanaka Miyu Nagasaki        |               |
| WTT Contender Zagreb         | Alexis Lebrun      | Hina Hayata    | Alexis Lebrun Simon Gauzy            | Sakura Yokoi Satsuki Odo             | Tomokazu Harimoto Hina Hayata    |               |
| WTT Contender Lagos          | Dimitrij Ovtcharov | Sreeja Akula   | Harmeet Desai Manav Vikash Thakkar   | Sreeja Akula Archana Girish Kamath   | Lim Jong-hoon Shin Yu-bin        |               |
| WTT Contender Tunis          | Tomokazu Harimoto  | Miwa Harimoto  | Tomokazu Harimoto Sora Matsushima    | Sakura Yokoi Satsuki Odo             | Tomokazu Harimoto Hina Hayata    |               |
| WTT Contender Lima           | Darko Jorgić       | Satsuki Odo    | Florian Bourrassaud Esteban Dorr     | Sakura Yokoi Satsuki Odo             | Henrique Noguti Giulia Takahashi |               |
| WTT Contender Almaty         | Lin Shidong        | Shi Xunyao     | Lin Shidong Xu Yingbin               | He Zhuojia Liu Weishan               | Lin Shidong Kuai Man             |               |
| WTT Contender Mascate        | Lin Shidong        | Kuai Man       | Xiang Peng Yuan Licen                | Yang Yiyun Zhu Sibing                | Lin Shidong Kuai Man             |               |
| 2024                         |                    |                |                                      |                                      |                                  |               |
| WTT Contender Mascate        |                    |                |                                      |                                      |                                  |               |
| WTT Contender Taiyuan        |                    |                |                                      |                                      |                                  |               |
| WTT Contender Tunis          |                    |                |                                      |                                      |                                  |               |
| WTT Contender Skopje         |                    |                |                                      |                                      |                                  |               |
| WTT Contender Zagreb         |                    |                |                                      |                                      |                                  |               |
| WTT Contender Almaty         |                    |                |                                      |                                      |                                  |               |